# Insurgencia islamista en Burkina Faso
La insurgencia islamista en Burkina Faso es una guerra civil entre el gobierno de Burkina Faso y rebeldes islamistas que se inició en agosto del 2015.

## Trasfondo

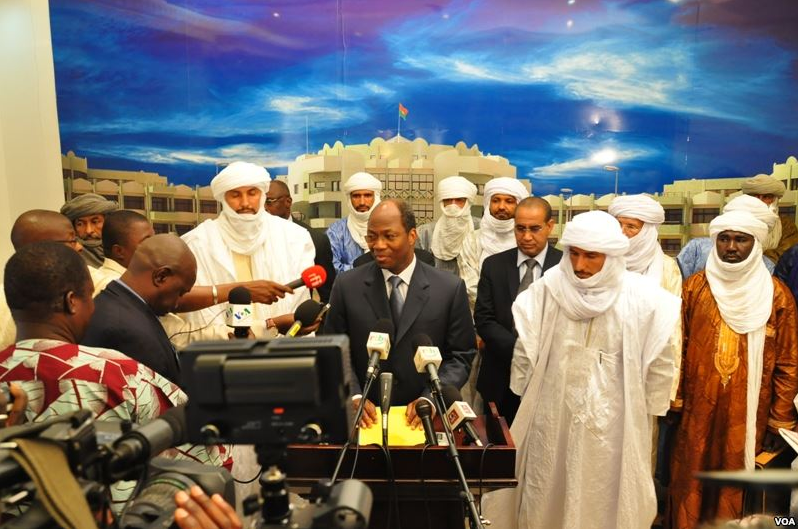
Los delegados de varios grupos islamistas se encuentran con políticos del gobierno de Burkina Faso en el 2012.

Blaise Compaoré, presidente de Burkina Faso entre 1987 y el 2014, tuvo un trato mejor hacia la población islamista de lo que previamente lo habían realizado los oficiales coloniales de Francia. El asesor mauritano de Compaore, Moustapha Ould Limam Chafi, y el general Gilbert Diendéré se pusieron en contacto con varios líderes islamistas para liberar a los rehenes de estos grupos.
En el año 2013, Burkina Faso actuó como mediador durante la guerra de Mali entre los rebeldes y el gobierno de dicha nación, realizando además una intervención en el vecino país. Sin embargo, para noviembre del 2014, Compaoré fue derrocado, provocando un escenario de crisis e inestabilidad política.

## Línea temporal de eventos

### 2015-2016
El 23 de agosto de 2015, la insurgencia en el Magreb se extendió a Burkina Faso, comenzando con un ataque a una gendarmería por parte de presuntos miembros de Boko Haram. Entre agosto de 2015 y octubre de 2016, siete puestos diferentes fueron atacados en todo el país, matando a 15 e hiriendo a 11. El 9 de octubre, tres gendarmes, un rebelde y un civil fueron asesinados durante una batalla en Samorougan, Hauts-Bassins. El 31 de mayo de 2016, tres policías fueron asesinados a tiros en Intangom. El 1 de septiembre de 2016, un equipo de dos a cuatro yihadistas asesinó a un oficial de aduanas y a un civil en Markoye, hiriendo a otros tres. Dos días después, la terrorista saharaui Adnane Abou Walid Al-Sahraoui aceptó la responsabilidad del ataque.
El 15 de enero de 2016, los terroristas atacaron la ciudad capital de Uagadugú y mataron a 30 personas. Al-Qaeda en el Magreb Islámico y Al-Mourabitoune asumieron la autoría.

### 2017-2018
El 2 de marzo de 2018, Jama'at Nasr al-Islam wal Muslimin atacó la embajada de Francia en Uagadugú y el estado mayor general del ejército de Burkina Faso. Ocho soldados y ocho atacantes resultaron muertos, y otros 61 soldados y 24 civiles resultaron heridos.
En 2018, la insurgencia se expandió hacia el este del país. Los yihadistas lanzaron tres ataques el 13 de junio: en Tindangou, contra un puesto de control policial, y contra la comisaría y brigada de gendarmería de Comin-Yanga. Durante el último ataque, las fuerzas de seguridad lograron disparar contra un asaltante. El 12 de agosto, los rebeldes mataron a seis personas en un atentado con bomba en Boungou, cerca de Fada N'Gourma. En la noche del 27 al 28 de agosto, ocho soldados murieron después de que un artefacto explosivo detonase cerca de Pama. En la noche del 14 al 15 de septiembre, los yihadistas asesinaron a nueve personas en las aldeas de Diabiga y Kompiembiga, incluido un líder religioso. Unas semanas más tarde, los rebeldes secuestraron a tres empleados en una mina de oro: un indio, un sudafricano y un burkinabé, matando a tres gendarmes en el proceso. El 4 de octubre, seis soldados murieron después de que su convoy militar atropellara un artefacto explosivo.Esa noche, un ejército de cuarenta islamistas lanzó un ataque contra los gendarmes locales en Inata. Al día siguiente, seis policías murieron en el bombardeo de una mina cerca de Sollé.
A principios de octubre, las Fuerzas Armadas de Burkina Faso desarrollaron una importante operación militar en el este del país, con el apoyo de las fuerzas francesas. El 3 de diciembre, los gendarmes repelieron con éxito una emboscada en Bougui, a diez kilómetros de Fada N'Gourma, matando a seis asaltantes e hiriendo a otro

### 2019-2020
El 1 de enero de 2019, hombres armados asesinaron a seis personas en la aldea de Yirgou, departamento de Barsalogho. Los aldeanos, en su mayoría de etnia mossis, (que forman el 52 % de la población de Burkina Faso) respondieron masacrando a los miembros fulani del pueblo, en lo que ahora se conoce como la masacre de Yirgou. Otras 72 personas murieron y más de 6.000 fueron desplazadas durante el incidente.
El 10 de enero, un grupo de 36 yihadistas asesinó a doce civiles en Gasseliki. El 27 de enero, diez civiles más fueron asesinados en Sikiré, cerca de Arbinda. El 28 de enero, cuatro soldados burkineses murieron y otros cinco resultaron heridos en Nassoumbou. Según los informes, entre el 3 y el 4 de febrero, los yihadistas masacraron a 14 civiles en Kaïn, a 80 kilómetros de Ouahigouya.El 4 de febrero, el ejército habría neutralizado a 146 yihadistas en los departamentos de Kaïn, Banh y Bomborokuy. Human Rights Watch alegó que los militares habían llevado a cabo varias ejecuciones en el proceso. El Movimiento por los Derechos Humanos y de los Pueblos de Burkina Faso informó que no se encontraron pruebas de un ataque perpetrado por terroristas en Kain en esa fecha, y que unos sesenta civiles fueron ejecutados sin juicio por los soldados.

### 2020-
El 15 de enero del 2022, al menos 10 civiles fueron asesinados en un ataque realizado por yihadistas en el norte de Burkina Faso, específicamente en el pueblo de Namssiguian, en la provincia de Bam.
El 23 de enero, oficiales militares derrocaron al gobierno gobernante de Kabore. Los fracasos del gobierno para sofocar la insurgencia islámica se han descrito como un posible motivo del golpe, que recibió una popularidad inusual. El líder de la junta, Paul-Henri Sandaogo Damiba, es bien conocido por sus operaciones militares ampliamente populares contra los islamistas. Damiba también ha reemplazado a ministros del gobierno (como Gilbert Noël Ouédraogo) que se percibe que han manejado mal la insurgencia con figuras más populares.
A raíz del golpe han surgido denuncias de que el Movimiento Patriótico de Salvaguardia y Restauración podría contratar mercenarios del Grupo Wagner en el futuro. Damiba había llamado anteriormente para contratar mercenarios rusos contra los islamistas, pero Kabore le prohibió hacerlo.
El 27 de enero, Francia confirmó que, del 15 al 23 de enero de 2022, más de sesenta yihadistas registrados habían sido "neutralizados" en cuatro incidentes separados por soldados burkineses que trabajaban junto con unidades francesas.
Diez miembros de Ansarul Islam murieron durante una batalla con las fuerzas francesas el 10 de febrero cerca de Ouahigouya a cambio de la muerte de cinco oficiales el año anterior. Cuatro civiles murieron en el fuego cruzado. Las autoridades francesas lamentaron las bajas civiles, que aseguraron fueron accidentales.
Los días 8 y 9 de febrero, los insurgentes atacaron el Parque Nacional W en Benín y mataron a nueve personas. El 12 de febrero, las fuerzas francesas tomaron represalias lanzando un gran ataque aéreo contra un campamento islamista en Burkina Faso, matando a cuarenta rebeldes. El 11 de mayo de 2022, militantes burkineses cruzaron la frontera hacia Togo y mataron a ocho soldados.
El 9 de junio se produjeron varios atentados en el país. Un civil y un soldado murieron en la mina de oro Karma en la provincia de Yatenga, mientras que entre 3 y 4 soldados también resultaron heridos[134]. En el departamento de Seytenga, provincia de Séno, 11 policías militares murieron cuando su puesto de mando fue atacado por una fuerza mayor de hombres armados. En la provincia de Kossi, 4 policías militares murieron en un ataque.
Durante el fin de semana del 12 al 13 de junio, entre 100 y 165 personas fueron asesinadas en el departamento de Seytenga, provincia de Séno. Al parecer, los atacantes se dirigieron a hombres y unas 3.000 personas abandonaron sus hogares. El 12 de junio, al menos seis personas fueron asesinadas en Alga, provincia de Bam. El 17 de junio, ACNUR informó que alrededor de 16.000 personas habían abandonado el área desde el ataque y pidió apoyo urgente para los desplazados internos.
El 15 de junio, siete miembros de los Voluntarios para la Defensa de la Patria habrían muerto a manos de atacantes armados en Bouroum, provincia de Namentenga.
El 18 de junio, el mediador de la CEDEAO en Burkina Faso, Mahamadou Issoufou, afirmó que el Gobierno de Burkina Faso controla el 60% del país.
El 22 de junio, el Gobierno anunció la creación de "zonas militares". Las poblaciones en estas áreas designadas deberán abandonar sus hogares y tierras para permitir que las Fuerzas Armadas y de Seguridad del país combatan a los insurgentes armados sin ningún "obstáculo".
El 25 de junio, el Ejército de Burkina Faso presentó un plazo de dos semanas para que las poblaciones de las denominadas "zonas militares" abandonaran sus hogares y se trasladaran a zonas más seguras. En la noche del 3 al 4 de julio, catorce feligreses fueron asesinados en la Catedral de Nouna.
El 8 de agosto, asaltantes no identificados mataron a cinco civiles y cinco voluntarios armados.
El 9 de agosto, quince soldados murieron en un ataque con bomba de doble toque.
El 14 de agosto, el Colectivo contra la Impunidad y la Estigmatización de las Comunidades (CISC), una ONG burkinesa, denunció la masacre de al menos 40 civiles perpetrada por presuntos soldados burkineses el 8 de agosto. Se dice que la masacre ocurrió en el departamento de Tougouri.
El 5 de septiembre, al menos 35 civiles murieron y 37 resultaron heridos tras un presunto ataque yihadista cuando un vehículo del convoy de suministro escoltado, que se dirigía a Uagadugú, golpeó un artefacto explosivo improvisado (IED) en la carretera principal, entre las ciudades del norte de Djibo y Bourzanga, en el norte de Burkina Faso.
El 26 de septiembre, once soldados murieron y 50 civiles están desaparecidos luego de una supuesta emboscada yihadista en la ciudad norteña de Djibo en el área de Gaskinde de la provincia de Soum de Burkina Faso. El ataque también dejó 28 heridos, entre ellos 20 militares, 1 Voluntario para la Defensa de la Patria (VDP) y 7 civiles.
El 30 de septiembre, se produjo un segundo golpe militar en el plazo de un año, en el que los militares destituyeron al teniente coronel Paul-Henri Damiba, citando su "incapacidad para hacer frente a una insurgencia islamista". El nuevo líder, el coronel Ibrahim Traoré, que dirigía una unidad antiyihadista en el norte de Burkina Faso llamada unidad Cobra, afirmó que el ejército francés estaba protegiendo a Damiba, lo que provocó violentas protestas de los ciudadanos frente a la embajada francesa. Traoré espera que Damiba planee un contraataque, que empujará al país a una guerra civil. Se escucharon disparos en Uagadugú, la capital de Burkina Faso, y los helicópteros sobrevolaban en círculos.
El 2 de octubre, líderes religiosos y comunitarios anunciaron que Damiba había accedido a renunciar a su cargo luego de haber mediado entre él y Traore. Según los informes, Damiba exigió siete garantías a cambio, incluida la protección de sus aliados, una garantía para su seguridad y derechos, y que la nueva junta cumpliría la promesa que hizo a la Comunidad Económica de los Estados de África Occidental (ECOWAS) sobre la restauración del gobierno civil en dos años.

## Situación humanitaria
Una crisis humanitaria ha estallado a raíz del conflicto, con miles de personas muertas por ambos bandos.ACNUR estima que seis de cada diez personas desplazadas en el Sahel son de Burkina Faso.
Las fuerzas gubernamentales han ejecutado a innumerables civiles, atacando de manera desproporcionada a la etnia fulani.En octubre de 2019, las fuerzas gubernamentales les arrancaron los turbantes a 14 hombres, luego los metieron a la fuerza en un camión y los ejecutaron. Los fulanis también han sido objeto de violencia por parte de civiles progubernamentales, como durante la masacre de Yirgou de 2019, en la que cientos de civiles fueron asesinados por la etnia mossis.
En 2020, se encontró una fosa común de más de 180 civiles cerca de Djibo, asesinados por las fuerzas gubernamentales. Las ejecuciones y los crímenes de guerra por parte de los militares se han convertido en un incidente común en la ciudad. En un incidente separado, 10 civiles fueron asesinados en un mercado en Petagoli, tres de ellos extranjeros de la etnia Dogón de Malí.
Los yihadistas también han sido culpables de abusos contra los derechos humanos. Los aldeanos han sido aterrorizados durante su vida cotidiana, a menudo se les ha prohibido celebrar bautizos o matrimonios; el asesinato de ancianos locales se ha convertido en algo común. Desde abril de 2019 hasta enero de 2020, Human Rights Watch registró la muerte de al menos 256 civiles en una serie de 20 ataques diferentes.
Los islamistas también han atacado las escuelas, el ejemplo más famoso ocurrió el 12 de noviembre de 2018, cuando seis islamistas irrumpieron en una escuela primaria, asaltaron al director y atacaron a varios estudiantes. Este fue uno de los pocos casos locales en los que los responsables de tal ataque fueron detenidos. Los rebeldes han justificado los ataques a las escuelas pintándolos como programas de adoctrinamiento al estilo francés y occidental. Numerosas escuelas han sido cerradas, lo que ha llevado a un estimado de 300,000 niños no tengan acceso a la educación.